# درن آدامز
درن آدامز (انگلیسی: Darren Adams) بازیکن فوتبال انگلیسی بود.